# Franz Knauff

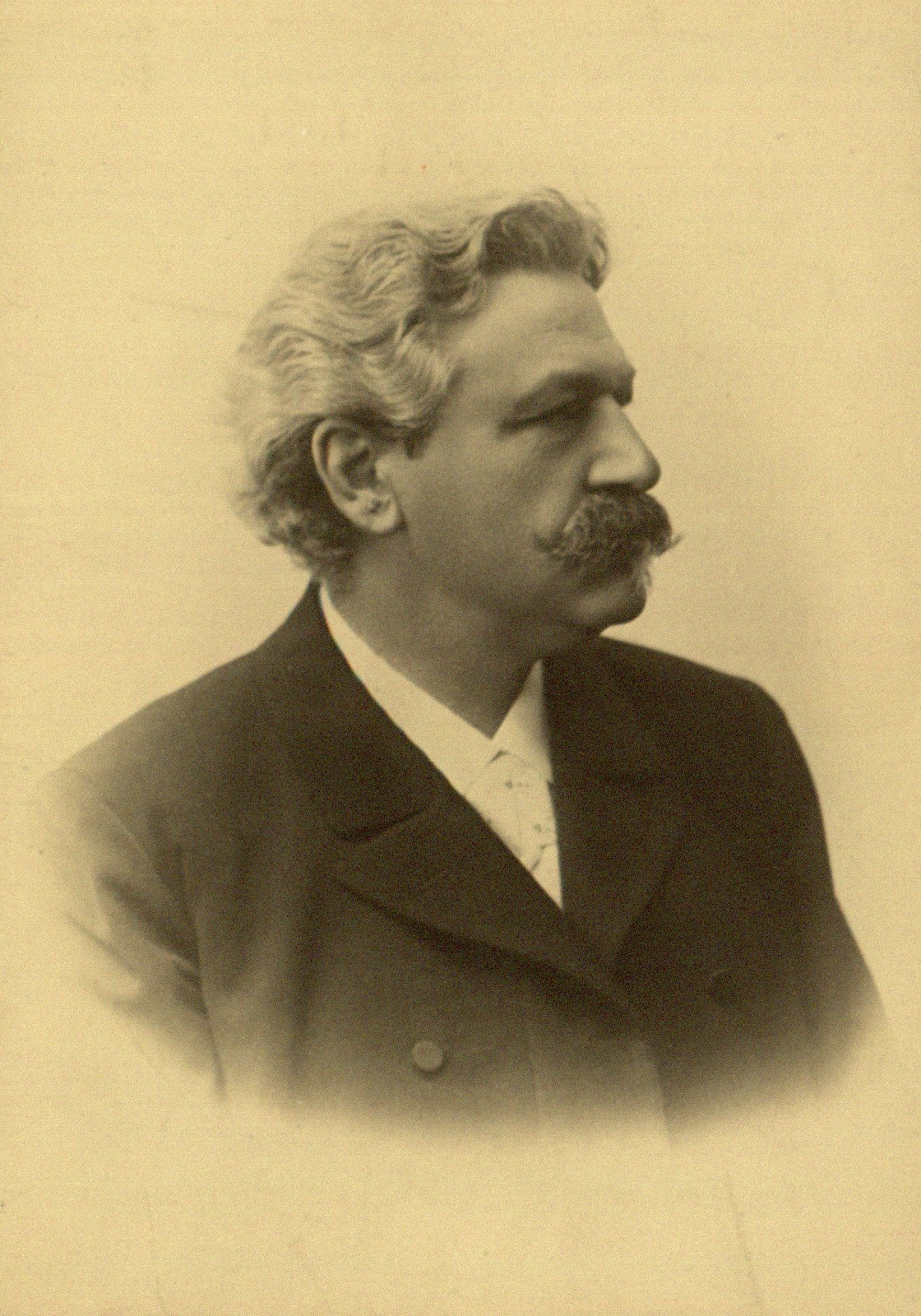
Franz Knauff

Franz Moritz Knauff (* 24. September 1835 in Karlsruhe; † 12. April 1920 in Heidelberg) war ein deutscher Hygieniker.

## Leben
Knauff studierte ab 1853 Medizin an den Universitäten Heidelberg und Würzburg und legte 1858 das Staatsexamen in Heidelberg ab. 1859 wurde er promoviert, 1861 habilitierte er sich an der Medizinischen Universitätsklinik. 1867 wurde Knauff zum außerordentlichen Professor ernannt, im Juni 1868 auch zum Bezirksarzt in Heidelberg. Unter Knauffs Leitung wurde 1869 das Institut für Gerichtliche Medizin gegründet. Im November 1874 übernahm er den Lehrauftrag für Öffentliche Gesundheitspflege und Gerichtliche Medizin. 1891 wurde in einem Neubau an der Thibautstraße das Hygienische Institut eröffnet. Am 30. Dezember 1891 wurde Knauff zum ordentlichen Professor ernannt. Zum 1. Oktober 1909 trat er in den Ruhestand.
Franz Knauff wurde auf dem Bergfriedhof beerdigt. In der Heidelberger Weststadt ist die Franz-Knauff-Straße nach ihm benannt.

## Schriften
- Das neue academische Krankenhaus in Heidelberg im Auftrage der academischen Krankenhaus-Commission beschrieben. Im Auftrage der academischen Krankenhaus-Commission beschrieben. 2 Bände. Bassermann, München 1879 (Digitalisat: Textband, Atlas).